# Wilhelm von Pressel
Wilhelm von Pressel, né le 28 octobre 1821 à Stuttgart et mort le 16 mai 1902 à Pera, quartier de Constantinople, est un fonctionnaire allemand et ingénieur des chemins de fer de l'Empire ottoman qui tente d'obtenir des fonds pour le chemin de fer Berlin-Bagdad. Ses constructions ferroviaires précédentes comprenaient des lignes dans les Balkans et à travers l'Europe. Il estime être un citoyen du monde et est souvent appelé le "père du chemin de fer de Bagdad".

## Chemins de fer allemands et turcs

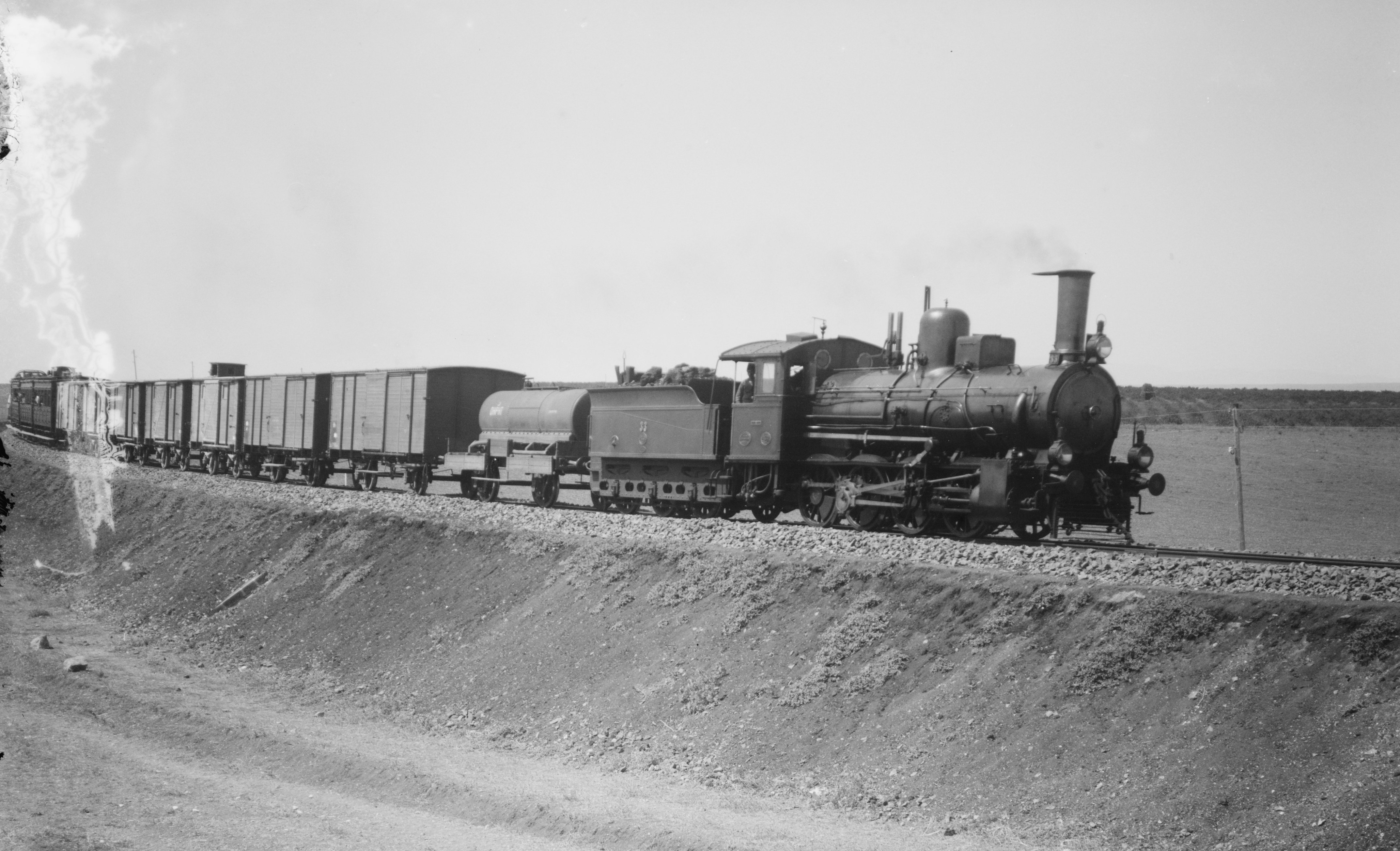
Chemin de fer de Bagdad vers 1900-1910

Parmi les puissances européennes qui comprennent la Grande-Bretagne et la France, l'Allemagne fournit l'aide étrangère la plus importante à l'Empire ottoman dans son état de déclin des XIXe et XXe siècles. Pressel et Colmar Freiherr von der Goltz, un conseiller militaire, sont les chefs de file de l'initiation de contacts pour lever des fonds. Ils vont en tant qu'ambassadeurs à Istanbul afin de promouvoir la collaboration turco-allemande. Pressel et Goltz passent du temps à visiter le pays et à apprendre ses coutumes ; après cela, ils font du chemin de fer leur priorité absolue, estimant que l'amélioration de l'état du peuple turc profiterait à la fois à l'Empire ottoman et à l'Allemagne. En 1871, Pressel est nommé directeur de la nouvelle Asian Ottoman Railway Company.
Bien que le gouvernement ottoman, la Sublime Porte, ait été financièrement incapable de construire ce qui serait plus tard le chemin de fer de Bagdad, Pressel réussit à construire le premier chemin de fer de Turquie, qui relie Istanbul à Izmit sur la mer de Marmara. Pressel s'est donné pour objectif d'améliorer les méthodes de transport désuètes disponibles dans l'Empire ottoman. Cependant, la Porte déclare faillite en 1875, entravant ses projets. À la fin des années 1870, Pressel réussit à convaincre le sultan Abdülhamid II que le chemin de fer de Bagdad devait être construit. La concession du sultan est, en partie, d'améliorer le moral après la défaite écrasante contre les Russes en 1877-1878.

## Intérêt culturel
À cette époque, Pressel s'efforce d'en savoir plus sur la culture des Turcs ; les rumeurs abondent sur la torture et la barbarie, en particulier envers les chrétiens ottomans, une minorité. Il trouve que ces rumeurs sont vraies; les auteurs de divers crimes contre les chrétiens étaient souvent des représentants du gouvernement, de sorte que leur sort n'avait apparemment pas de fin. Alors que Pressel continue à se renseigner sur les Turcs, il déteste de plus en plus les responsables turcs. La majorité des Turcs "étaient honnêtes et courageux et traitaient leurs concitoyens chrétiens 'avec douceur et amitié'". D'un autre côté, les responsables turcs sont pris entre le moderne et le traditionnel, hypocrites, et en viennent bientôt à dégoûter Pressel.
À cette époque, Pressel fait pression sur Berlin et Istanbul pour faire décoller le projet ferroviaire, allant même jusqu'à des financiers en herbe louant « la richesse de l'Anatolie ». Alors que de nombreux Européens pensent que les Turcs sont paresseux, Pressel soutient que leur manque de productivité résulte du manque de transport extérieur, donc pas de marché extérieur pour les marchandises. Le chemin de fer augmenterait la productivité en permettant aux agriculteurs anatoliens d'augmenter leur récolte et d'en exporter une partie.

## Débuts du chemin de fer de Bagdad
Entre 1883 et 1887, Pressel a accumulé suffisamment de capital pour soutenir le chemin de fer, mais le sultan le rejette car le capital provient de trop nombreuses sources. Bientôt, cependant, Pressel rencontre Alfred von Kaulla, le directeur de la Wurttemburger Vereinsbank, qui le présente à Georg von Siemens, directeur de la Deutsche Bank. Bien que Bismarck ait officiellement rejeté le "projet Pressel" au nom du gouvernement allemand (bien qu'il l'ait personnellement approuvé), Kaulla et Siemens soumettent leur propre offre au sultan, qui accepte. Pressel estime qu'il a été trahi et rejeté lorsque Kaulla et Siemens prennent le relais; Siemens en particulier déteste Pressel pour sa nature humanitaire.

## Fin de carrière
Pressel décide de vivre ses jours en Turquie, plaidant pour la prise en charge complète du projet par les Ottomans, écrivant : "J'ai décidé de me battre pour mon projet contre la force supérieure de mes adversaires tant que Dieu me donne la force, jusqu'à mon dernier souffle, comme une lionne pour ses petits. Parce que j'ai le droit d'appeler le chemin de fer anatolien mon enfant.". La dépêche officielle allemande refuse de lui donner une nécrologie et ses adversaires continuent à le calomnier.